# Gueghakert
Gueghakert (en armenio: Գեղակերտ) es una comunidad rural de Armenia ubicada en la provincia de Armavir.
En 2009 tenía 3170 habitantes. Antiguamente la localidad era conocida como "Samaghar".
Su principal monumento es la iglesia de la Santa Resurrección, un templo del siglo XIII.
Se ubica unos 5 km al noroeste de Echmiadzin.

## Demografía
Evolución demográfica:
| Año        | 1831 | 1897 | 1926 | 1939 | 1959 | 1970 | 1979 | 2001 | 2004 |
| Habitantes | 400  | 1180 | 1222 | 1211 | 1507 | 2570 | 2070 | 2458 | 2517 |